# Rizal (La Paragua)
Rizal (Marcos), es una municipalidad que se localiza en la provincia de Palawan, en Filipinas. De acuerdo con el censo del año 2000, tiene una población de 31 745 habitantes en 6916 hogares.

## Geografía
El municipio de Punta Baja (Rizal) se encuentra situado en el extremo sur de la parte continental de la isla de Paragua en su costa occidental al mar de la China Meridional. Linda al norte con el municipio de Alfonso XIII (Quezón), al sur con el de Marangas (Bataraza) y al este con el de Punta de Brooke (Brooke's Point).

## Barangays
Rizal está subdividió políticamente en once barangays:
- Bunog
- Campong Ulay
- Conduaga (Candawaga)
- Canipán (Canipaan)
- Culasián
- Iraán
- Latud
- Panalingaán
- Punta Baja (Población)
- Ransang
- Taburi

## Historia
En 1858 la provincia de Calamianes fue dividida en dos provincias: Castilla, al norte con Taytay como capital; Asturias, en el sur, con Puerto Princesa como capital y los municipios de Aborlan, Narra, Quezón, Sofronio Española, Punta de Brooke, Rizal y Bataraza; y la pequeña isla de Balábac. 
El lugar era conocido como Tarumpitao en el municipio de Quezón.
El municipio de Quezon fue creado en 1951 con los barrios de Berong y Alfonso XIII de Aborlán; de Iraán, Conduaga (Candawaga) y Canipán (Canipaan) del de Punta de Brooke.
En 1957, los Sitios de Campong Ulay, Ransang, Conduaga (Candawaga), Culasián, Panalingaán, Taburi, Latud y de Canipán (Canipaan) se convirtieron en barrios.
El 14 de abril de 1983 se crea este municipio con el nombre de Marcos.
En 1987 cambia su nombre por el de Rizal en honor de José Rizal.